# تپه سرین چاوه
تپه سرین چاوه مربوط به هزاره اول قبل از میلاد است و در شهرستان پیرانشهر، بخش لاجان، دهستان لاهیجان شرقی، روستای سرین چاوه واقع شده و این اثر در تاریخ ۲۵ آبان ۱۳۸۷ با شمارهٔ ثبت ۲۳۵۴۲ به‌عنوان یکی از آثار ملی ایران به ثبت رسیده است.